# James L. Frachon
Pour les articles homonymes, voir Frachon.
James L. Frachon est réalisateur, monteur et producteur français.
En 1987, avec sa société Mygale Films, il sort la première série télévisée en vidéo en France, Les Sentinelles de l'air (Thunderbirds), de Gerry Anderson. Une collection de 32 épisodes sur les aventures de Lady Penelope, Jeff Tracy et ses cinq fils membres de la Sécurité internationale.
Avec Canal+ il participera à une émission phare des années 1990 : L'Œil du cyclone.
James L. Frachon réalise un documentaire sur l'écrivain allemand Ernst Jünger et produit des courts métrages, dont celui de Christophe Turpin Enchanté Baby Jane.

## Filmographie
- 1995 : Ze Joujoux
- 2002 : À louer (grand prix du court métrage au Fantastic'Arts 2002)
- 2007 : Temps mort, mini-série
- 2008 : Zombieland, avec Guy Giraud
- 2008 : Silence on tue, avec Guy Giraud